# Megastethodon quadriplagiatus
Megastethodon quadriplagiatus är en insektsart som beskrevs av Schmidt 1910. Megastethodon quadriplagiatus ingår i släktet Megastethodon och familjen spottstritar. Inga underarter finns listade i Catalogue of Life.